# Montbel (Lozère)
Pour les articles homonymes, voir Montbel.
Montbel est une commune française située dans l'est du département de la Lozère en région Occitanie.
Exposée à un climat de montagne, elle est drainée par la Clamouse, le Puech Aranc, les Rousses et par divers autres petits cours d'eau. La commune possède un patrimoine naturel remarquable composé d'une zone naturelle d'intérêt écologique, faunistique et floristique.
Montbel est une commune rurale qui compte 147 habitants en 2022, après avoir connu un pic de population de 590 habitants en 1911.  Elle fait partie de l'aire d'attraction de Mende. Ses habitants sont appelés les Montbellois ou  Montbelloises.

## Géographie

### Communes limitrophes
Les communes limitrophes sont  Allenc, Chaudeyrac, Châteauneuf-de-Randon, Laubert, Mont Lozère et Goulet et Saint-Frézal-d'Albuges.
| Châteauneuf-de-Randon | Chaudeyrac            |                        |
| Laubert               | Montbel               | Saint-Frézal-d'Albuges |
| Allenc                | Mont Lozère et Goulet |                        |

### Hydrographie
Le causse de Montbel est à l'intersection des trois bassins versants du Rhône, de la Garonne et de la Loire. Le point triple est situé sur la limite entre Mont Lozère et Goulet et Allenc.

### Climat
Pour des articles plus généraux, voir Climat de l'Occitanie et Climat de la Lozère.
En 2010, le climat de la commune est de type climat de montagne, selon une étude s'appuyant sur une série de données couvrant la période 1971-2000. En 2020, Météo-France publie une typologie des climats de la France métropolitaine dans laquelle la commune est exposée à un climat de montagne ou de marges de montagne et est dans la région climatique Sud-est du Massif Central, caractérisée par une pluviométrie annuelle de 1 000 à 1 500 mm, minimale en été, maximale en automne.
Pour la période 1971-2000, la température annuelle moyenne est de 6,7 °C, avec une amplitude thermique annuelle de 15,3 °C. Le cumul annuel moyen de précipitations est de 1 049 mm, avec 10,5 jours de précipitations en janvier et 6,4 jours en juillet. Pour la période 1991-2020, la température moyenne annuelle observée sur la station météorologique la plus proche, située sur la commune de Châteauneuf-de-Randon à 6 km à vol d'oiseau, est de 7,5 °C et le cumul annuel moyen de précipitations est de 919,4 mm,. Pour l'avenir, les paramètres climatiques de la commune estimés pour 2050 selon différents scénarios d'émission de gaz à effet de serre sont consultables sur un site dédié publié par Météo-France en novembre 2022.

### Milieux naturels et biodiversité

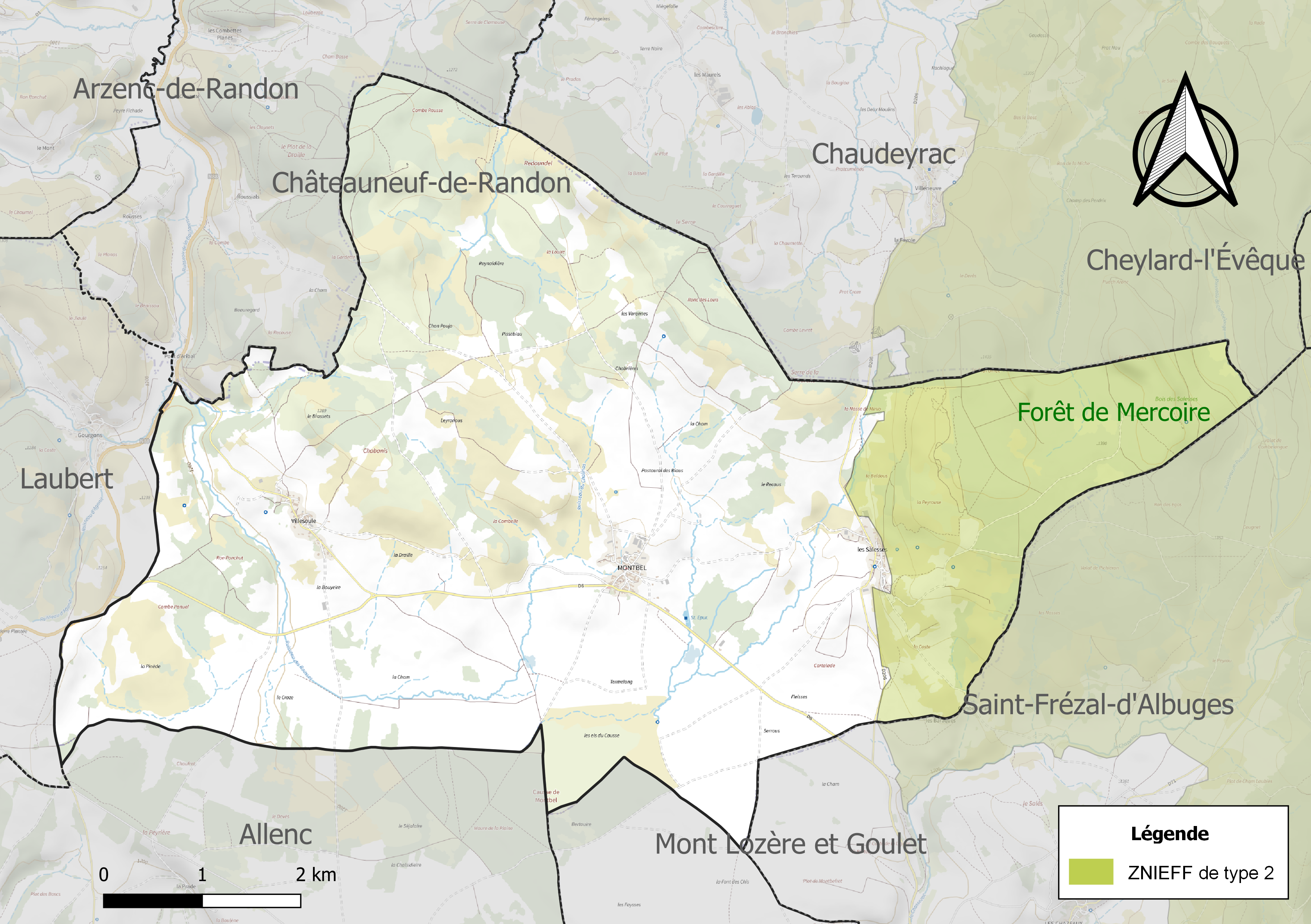
Carte de la ZNIEFF de type 2 localisée sur la commune.

L’inventaire des zones naturelles d'intérêt écologique, faunistique et floristique (ZNIEFF) a pour objectif de réaliser une couverture des zones les plus intéressantes sur le plan écologique, essentiellement dans la perspective d’améliorer la connaissance du patrimoine naturel national et de fournir aux différents décideurs un outil d’aide à la prise en compte de l’environnement dans l’aménagement du territoire.
Une ZNIEFF de type 2 est recensée sur la commune :
la « forêt de Mercoire » (11 190 ha), couvrant 7 communes du département.

## Urbanisme

### Typologie
Au 1er janvier 2024, Montbel est catégorisée commune rurale à habitat dispersé, selon la nouvelle grille communale de densité à sept niveaux définie par l'Insee en 2022.
Elle est située hors unité urbaine. Par ailleurs la commune fait partie de l'aire d'attraction de Mende, dont elle est une commune de la couronne,. Cette aire, qui regroupe 31 communes, est catégorisée dans les aires de moins de 50 000 habitants,.

### Occupation des sols
L'occupation des sols de la commune, telle qu'elle ressort de la base de données européenne d’occupation biophysique des sols Corine Land Cover (CLC), est marquée par l'importance des forêts et milieux semi-naturels (63,6 % en 2018), en diminution par rapport à 1990 (76,1 %). La répartition détaillée en 2018 est la suivante : 
milieux à végétation arbustive et/ou herbacée (44,8 %), zones agricoles hétérogènes (25,1 %), forêts (18,8 %), prairies (8,8 %), terres arables (2,5 %). L'évolution de l’occupation des sols de la commune et de ses infrastructures peut être observée sur les différentes représentations cartographiques du territoire : la carte de Cassini (XVIIIe siècle), la carte d'état-major (1820-1866) et les cartes ou photos aériennes de l'IGN pour la période actuelle (1950 à aujourd'hui).

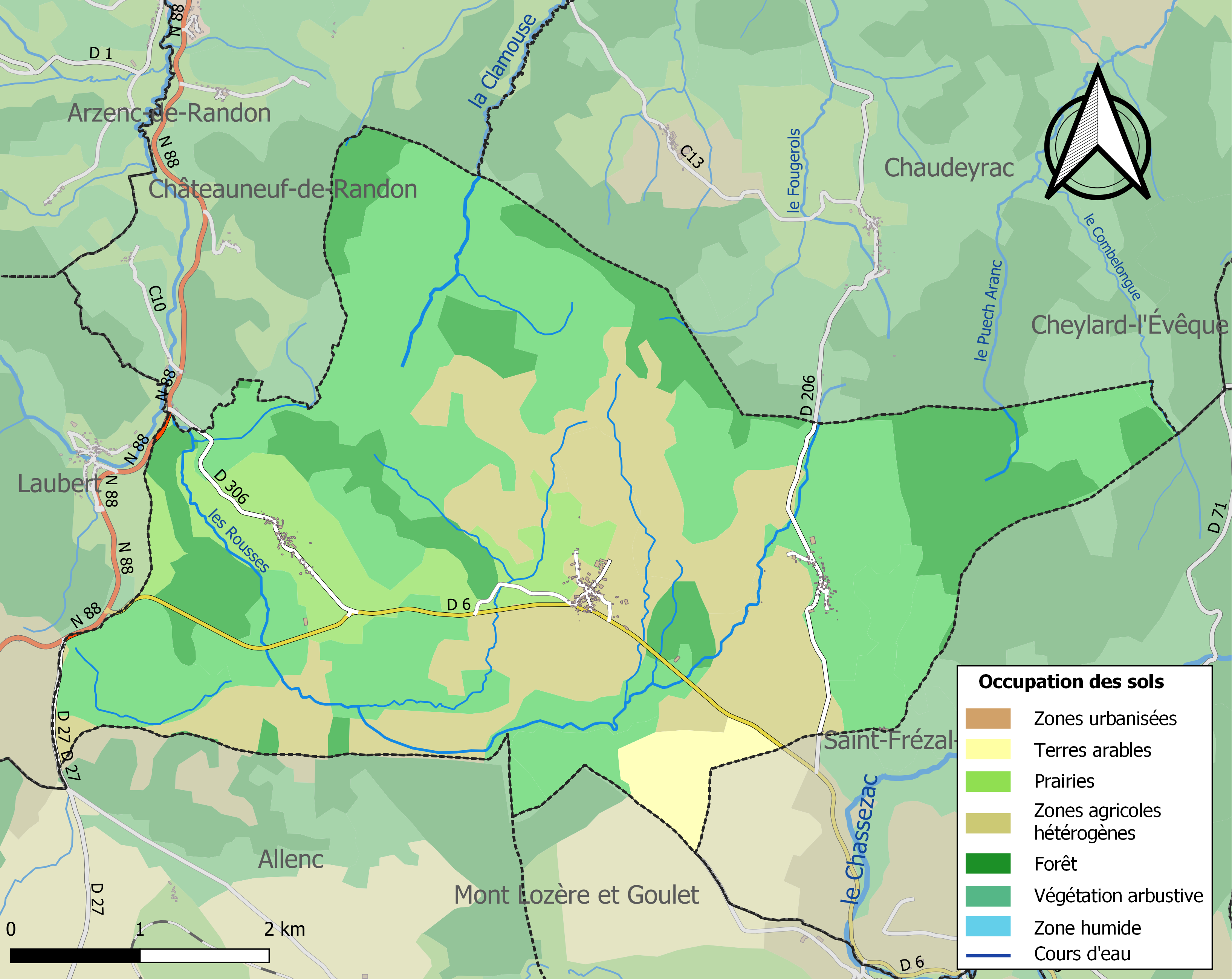
Carte des infrastructures et de l'occupation des sols de la commune en 2018 (CLC).

### Risques majeurs
Le territoire de la commune de Montbel est vulnérable à différents aléas naturels : météorologiques (tempête, orage, neige, grand froid, canicule ou sécheresse), feux de forêts et séisme (sismicité faible). Il est également exposé à un risque particulier : le risque de radon. Un site publié par le BRGM permet d'évaluer simplement et rapidement les risques d'un bien localisé soit par son adresse soit par le numéro de sa parcelle.

#### Risques naturels
Montbel est exposée au risque de feu de forêt. Un plan départemental de protection des forêts contre les incendies (PDPFCI) a été approuvé en décembre 2014 pour la période 2014-2023. Les mesures individuelles de prévention contre les incendies sont précisées par divers arrêtés préfectoraux et s’appliquent dans les zones exposées aux incendies de forêt et à moins de 200 mètres de celles-ci. L’arrêté du 23 mars 2018, complété par un arrêté de 2020, réglemente l'emploi du feu en interdisant notamment d’apporter du feu, de fumer et de jeter des mégots de cigarette dans les espaces sensibles et sur les voies qui les traversent sous peine de sanctions. L'arrêté du 23 août 2021, abrogeant un arrêté de 2002, rend le débroussaillement obligatoire, incombant au propriétaire ou ayant droit,,.

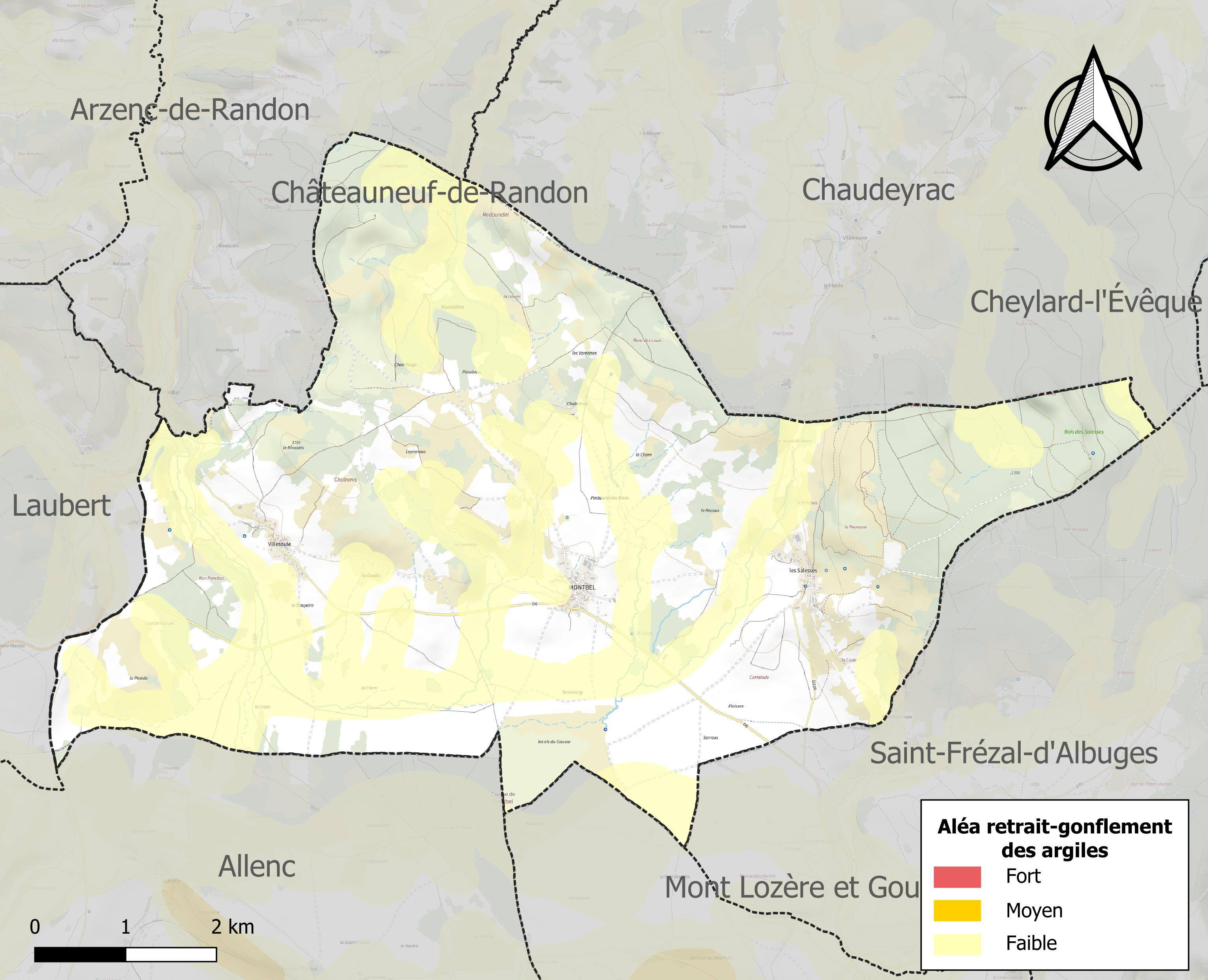
Carte des zones d'aléa retrait-gonflement des sols argileux de Montbel.

Le retrait-gonflement des sols argileux est susceptible d'engendrer des dommages importants aux bâtiments en cas d’alternance de périodes de sécheresse et de pluie. Aucune partie du territoire de la commune n'est en aléa moyen ou fort (15,8 % au niveau départemental et 48,5 % au niveau national). Sur les 149 bâtiments dénombrés sur la commune en 2019,  aucun n'est en aléa moyen ou fort, à comparer aux 14 % au niveau départemental et 54 % au niveau national. Une cartographie de l'exposition du territoire national au retrait gonflement des sols argileux est disponible sur le site du BRGM,.
Par ailleurs, afin de mieux appréhender le risque d’affaissement de terrain, l'inventaire national des cavités souterraines permet de localiser celles situées sur la commune.
La commune a été reconnue en état de catastrophe naturelle au titre des dommages causés par les inondations et coulées de boue survenues en 1982, 1994, 2003 et 2020. 

#### Risque particulier
Dans plusieurs parties du territoire national, le radon, accumulé dans certains logements ou autres locaux, peut constituer une source significative d’exposition de la population aux rayonnements ionisants. Certaines communes du département sont concernées par le risque radon à un niveau plus ou moins élevé. Selon la classification de 2018, la commune de Montbel est classée en zone 3, à savoir zone à potentiel radon significatif.

## Politique et administration
| Période         | Période  | Identité        | Étiquette | Qualité                           |
| --------------- | -------- | --------------- | --------- | --------------------------------- |
| (maire en 1981) |          | Jean Maurin     |           |                                   |
| 2014            | En cours | Sylvain Meyniel |           | travaux agricoles travaux publics |

## Démographie
L'évolution du nombre d'habitants est connue à travers les recensements de la population effectués dans la commune depuis 1872. Pour les communes de moins de 10 000 habitants, une enquête de recensement portant sur toute la population est réalisée tous les cinq ans, les populations de référence des années intermédiaires étant quant à elles estimées par interpolation ou extrapolation. Pour la commune, le premier recensement exhaustif entrant dans le cadre du nouveau dispositif a été réalisé en 2006.

En 2022, la commune comptait 147 habitants, en évolution de +31,25 % par rapport à 2016 (Lozère : +0,11 %, France hors Mayotte : +2,11 %).
| 1872 | 1876 | 1881 | 1886 | 1891 | 1896 | 1901 | 1906 | 1911 |
| ---- | ---- | ---- | ---- | ---- | ---- | ---- | ---- | ---- |
| 480  | 500  | 522  | 566  | 588  | 575  | 541  | 582  | 590  |

| 1921 | 1926 | 1931 | 1936 | 1946 | 1954 | 1962 | 1968 | 1975 |
| ---- | ---- | ---- | ---- | ---- | ---- | ---- | ---- | ---- |
| 503  | 506  | 375  | 399  | 333  | 317  | 301  | 282  | 237  |

| 1982 | 1990 | 1999 | 2006 | 2011 | 2016 | 2021 | 2022 | - |
| ---- | ---- | ---- | ---- | ---- | ---- | ---- | ---- | - |
| 199  | 164  | 139  | 133  | 131  | 112  | 137  | 147  | - |

## Économie

### Emploi
|                | 2008  | 2013  | 2018   |
| -------------- | ----- | ----- | ------ |
| Commune        | 1,3 % | 6,8 % | 11,1 % |
| Département    | 5 %   | 6,4 % | 7,1 %  |
| France entière | 8,3 % | 10 %  | 10 %   |

En 2018, la population âgée de 15 à 64 ans s'élève à 65 personnes, parmi lesquelles on compte 79,4 % d'actifs (68,3 % ayant un emploi et 11,1 % de chômeurs) et 20,6 % d'inactifs,. En  2018, le taux de chômage communal (au sens du recensement) des 15-64 ans est supérieur à celui du département et de la France, alors qu'en 2008 la situation était inverse.
La commune fait partie de la couronne de l'aire d'attraction de Mende, du fait qu'au moins 15 % des actifs travaillent dans le pôle,. Elle compte 20 emplois en 2018, contre 19 en 2013 et 25 en 2008. Le nombre d'actifs ayant un emploi résidant dans la commune est de 45, soit un indicateur de concentration d'emploi de 44,1 % et un taux d'activité parmi les 15 ans ou plus de 52,6 %.
Sur ces 45 actifs de 15 ans ou plus ayant un emploi, 19 travaillent dans la commune, soit 42 % des habitants. Pour se rendre au travail, 83,7 % des habitants utilisent un véhicule personnel ou de fonction à quatre roues, 9,3 % s'y rendent en deux-roues, à vélo ou à pied et 7 % n'ont pas besoin de transport (travail au domicile).

## Culture locale et patrimoine

### Lieux et monuments

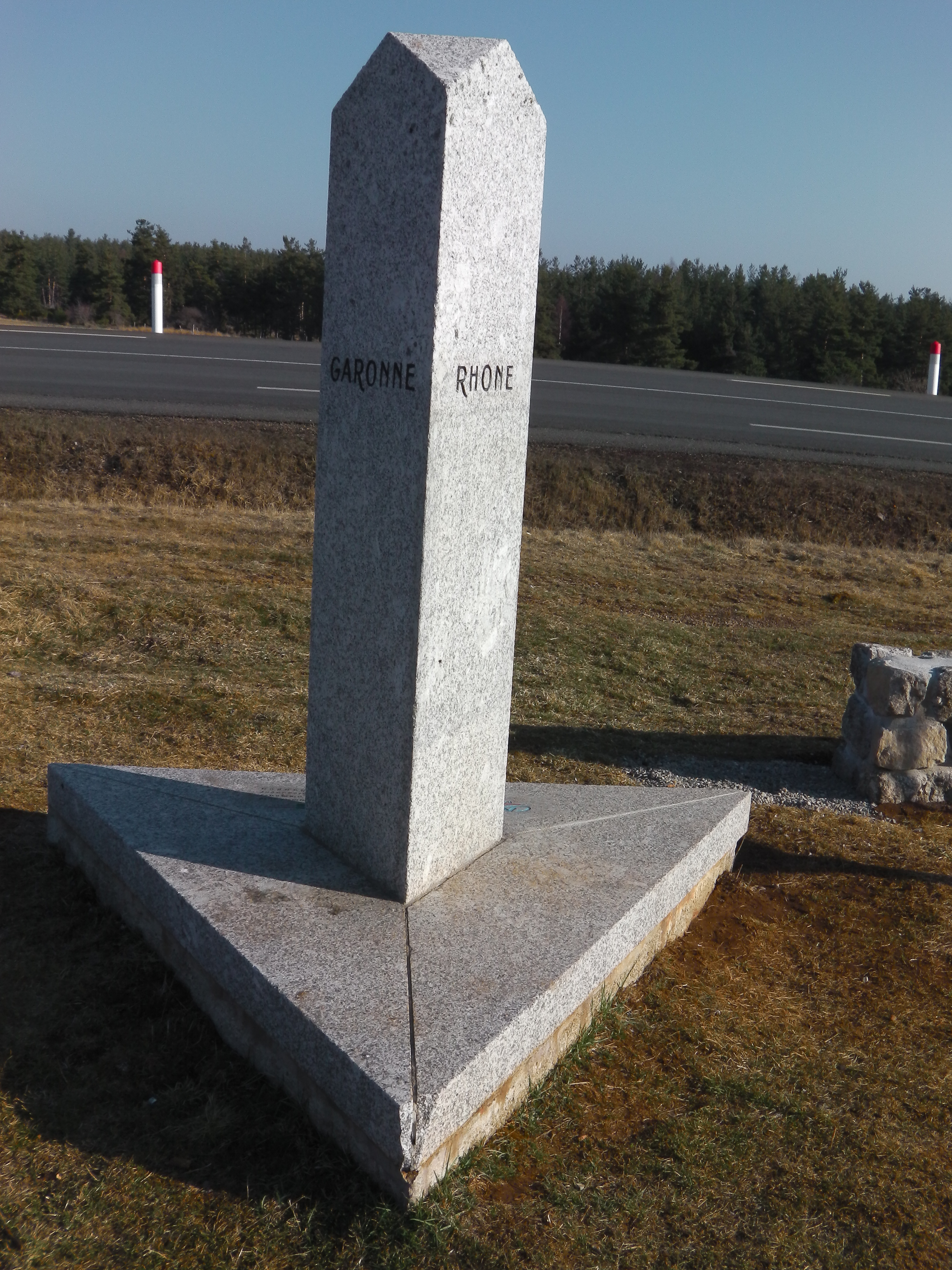
Monument érigé à l'emplacement du tripoint de partage des eaux entre les bassins versants de la Loire, de la Garonne et du Rhône sur les communes de Laubert et de Montbel en Lozère, près du col de la Pierre Plantée.

- Ruines d'une villa romaine sur le plateau du Roi. Dolmen de Chapel.
- Maison seigneuriale XIVe siècle.
- Église de la Nativité-de-Marie de Montbel refaite au XIXe siècle, restaurée par les habitants : Christ XVe/XVIe siècle en bois polychrome, atlante et retable XVIIe siècle, boiseries XVIIe siècle ; clocher-peigne.
- Chapelle de la Pierre-Plantée XXe siècle.